# Jorge Haenelt
Jorge Carlos Haenelt Maguel (nacido el 5 de noviembre de 1953 en Cartagena) es un regatista español.

## Biografía
Ganó su primer título importante en 1970, Campeonato de España de Cadetes. Posteriormente, en 1972 consiguió la Copa de España Juvenil de Snipe, con Alfonso Albaladejo de tripulante, navegando para el Club Náutico Los Nietos.
Posteriormente, y navegando ya bajo la grímpola del Real Club Mediterráneo, ha sido Campeón de Europa tres veces (1982, 1984 y 1988), Campeón de España otras tres veces (1982, 1984 y 1989), y tercero en el Campeonato del Mundo (1983) de la clase Snipe, clase en la que también ha ganado el Trofeo Su Majestad el Rey cuatro veces (1983, 1985, 1986 y 1989), la Copa de Su Alteza Real el Príncipe de Asturias (1985), y el Trofeo Su Alteza Real Princesa Sofía (1983). Su tripulante durante casi toda su carrera deportiva fue Laureano Wizner, aunque también navegó con su hermano, Martín Wizner.
A partir de los 50 años, Jorge empieza a competir en el mundo del tenis, en el circuito mundial de la ITF.
Aparte de numerosos Trofeos Senior ganados a nivel internacional, cuenta con los siguientes Campeonatos de España:
2025 Campeón de España singles +70.
2025 Campeón de España doble mixto +70, formando pareja con Carmen Perea.
2024 Campeón de España doble mixto +70, formando pareja con Carmen Perea.
2023 Campeón de España doble mixto +70, formando pareja con Carmen Perea.
2017 Campeón de España doble mixto +60, formando pareja con Carmen Perea.
Total: 10 Campeonatos de España (Vela y Tenis), existiendo 55 años de diferencia entre el primero y el último conseguidos (1970 - 2025).